# 의정부 망월사 목조불삼존상
의정부 망월사 목조불삼존상(木造佛三尊像)은 대한민국 경기도 의정부시 호원동 망월사에 있는 불상이다. 2012년 6월 26일 경기도의 유형문화재 제271호로 지정되었다.

## 지정 사유
본 목조불삼존상은 보존 상태가 양호하고, 전체적인 비례가 적절하며, 옷주름의 처리가 매우 사실적이고 입체적으로 처리된 수준높은 불상으로 비록 조성발원문이 발견되진 않았지만, 상호의 표정과 법의의 표현 등을 통하여 조선시대 17세기 후반에 조성되었던 것으로 추정되는 횡삼세불상으로서 조선시대 후기의 불교 신앙을 엿볼 수 있는 중요한 작품으로 가치가 인정된다.

## 같이 보기
- 망월사

## 참고 문헌
- 의정부 망월사 목조불삼존상 - 국가유산청 국가유산포털